# Jesús Lozoya Solís
Jesús Lozoya Solís (Hidalgo del Parral, Chihuahua, 3 de marzo de 1910 - Hacienda Cocoyoc, Morelos, 22 de mayo de 1983) fue un médico militar mexicano, quien ocupó la Gubernatura de Chihuahua de manera provisional de 1955 a 1956.

## Biografía
Jesús Lozoya Solís nació en la ciudad de Hidalgo del Parral, donde cursó sus estudios primarios, se trasladó a la ciudad de Chihuahua en donde estudió la secundaria y la preparatoria en el entonces Instituto Científico y Literiario. Al terminar dicha educación se trasladó a la Ciudad de México, donde ingresó en la Escuela Médico Militar. 
Prestó sus servicios como médico militar activo en el Ejército mexicano, ascendiendo hasta el grado de general brigadier y llegar a ser director del Hospital Central Militar. En dicha institución coincidió con otros dos destacados médicos militares: Manuel de Gortari Carbajal —cuñado de Raúl Salinas Lozano y tío de Carlos Salinas de Gortari— y Manuel Camacho López —padre de Manuel Camacho Solís— y donde desarrolló una importante cercanía familiar y política con Raúl Salinas Lozano. Durante este periodo había sido elegido senador suplente por el Distrito Federal para el periodo de 1952 a 1958, siendo propietario Salvador Urbina y Frías.
Se desempeñaba en el cargo de director del Hospital Central Militar, cuando el 10 de agosto de 1955 fue nombrado gobernador interino de Chihuahua por el Congreso del Estado en virtud de la licencia concedida el día anterior para separarse del cargo otorgada a Óscar Soto Maynez. Gobernó durante un periodo de un año dos meses, durante los cuales se concluyó la construcción del monumento a Francisco Villa en la ciudad de Chihuahua y se llevaron a cabo las elecciones constitucionales en que fue elegido su sucesor, Teófilo Borunda, a quien entregó la gubernatura el 4 de octubre de 1956.
Al terminar su cargo, se reintegró al cargo de director del Hospital Central Militar y al servicio activo en el ejército, y posteriormente se jubiló tras 45 años de servicio.
Además de su carrera política fue un cirujano pediatra reconocido mundialmente. Escribió la historia completa de la Escuela Médico Militar. Llegó a ser presidente de la Asociación Internacional de Pediatría. Fundó Laboratorios INFAN S.A y Laboratorios UMESA, de los cuales, la primera empresa se especializaba en medicinas pediátricas.

### Familia
Contrajo matrimonio en dos ocasiones: la primera con María Guadalupe Legorreta López-Valdéz, con quien tuvo dos hijos; Jorge Alberto Lozoya Legorreta, diplomático del Servicio Exterior Mexicano, y Xavier Lozoya Legorreta, médico e investigador; y la segunda ocasión con Susana Thalmann Richard; con que procreó a Emilio Lozoya Thalmann, que fue director del Instituto de Seguridad y Servicios Sociales de los Trabajadores del Estado (ISSSTE) y secretario de Energía, Minas e Industria Paraestatal en el gobierno de Carlos Salinas de Gortari, y su nieto, hijo de Emilio, Emilio Lozoya Austin fue director general de Petróleos Mexicanos en el gobierno de Enrique Peña Nieto.